# Butrera
Butrera es una localidad del municipio burgalés de Merindad de Sotoscueva, en la Comunidad Autónoma de Castilla y León (España).
La iglesia está dedicada a Nuestra Señora la Antigua, construida en el siglo XII en estilo románico. Fue declarada Monumento Histórico-Artístico, por RD en 1983. Actualmente ostenta la categoría de Bien de Interés Cultural. La fiesta de la localidad se celebra el 8 de septiembre, día de la Natividad de María.

## Localidades limítrofes
Confina con las siguientes localidades:
- Al noreste con Pereda.
- Al sureste con Torme.
- Al sur con Villanueva la Blanca.
- Al oeste con Linares.
- Al noroeste con Hornillayuso.

## Demografía
Evolución de la población
| Gráfica de evolución demográfica de Butrera entre 2000 y 2017      |
|                                                                    |
| Población de derecho (2000-2017) según el padrón municipal del INE |

## Historia
Así se describe a Butrera en el tomo IV del Diccionario geográfico-estadístico-histórico de España y sus posesiones de Ultramar, obra impulsada por Pascual Madoz a mediados del siglo XIX:

Lugar en la provincia, diócesis, audiencia territorial y capitanía general de Burgos (15 leguas), partido judicial de Villarcayo (1 ¼) y ayuntamiento de la merindad de Sotoscueva, teniendo para su gobierno interior 2 regidores y 1 fiel de fechos. Situado en una ladera expuesta al viento N dominado por varios cerros, con clima sano; forman cuerpo de población 20 casas de solo piso bajo, distribuidas en varias calles poco aseadas y sin empedrar; hay casa para el ayuntamiento, una buena fuente de cristalinas aguas; iglesia parroquial dedicada a Nuestra Señora de la Antigua, servida por un cura párroco de nombramiento del ordinario y sacristán; y el cementerio en paraje bien ventilado. Confina por N Hornillayuso; E Bedón y Torme; S Villanueva, y O Linares; el terreno es arcilloso y flojo, dividido en suertes de primera, segunda y tercera calidad, encontrándose en los montes que rodean el pueblo abundantes maderas para la construcción, y buenos pasos; el río Torme pasa a 10 minutos N, el cual proporciona el riego necesario y da impulso a un molino harinero. No tiene otros caminos que los de servidumbre, y la correspondencia se recibe de la administración de Villarcayo. Producciones: trigo, cebada, avena, yeros y legumbres; ganado lanar, cabrío, vacuno y caballar; y caza de liebres, perdices, zorros, lobos y osos. La industria es la agricultura; hay un molino con 2 ruedas y se extraen ganados e importan todos los frutos de que carece, de Medina, Espinosa y la capital del partido. Población: 7 vecinos, 26 almas. Contribución: con el ayuntamiento. Los propios consisten en una heredad de tierras que produce en renta 50 fanegas de trigo, muchas varas superficiales de ejidos a los sitios de Ahedo y Sopeñilla, y más de 8 leguas cuadradas en comunidad con los pueblos que componen las merindades de Sotoscuevas y Valdeporres, donde se crían abundantes robles, hayas, castaños, encinas y mucha maleza.
Diccionario geográfico-estadístico-histórico de España y sus posesiones de Ultramar